# 小松川村
小松川村（こまつがわむら）は、東京府南葛飾郡にかつて存在した村である。現在の江戸川区の西部に位置していた。
荒川放水路の建設に伴い村域の一部が消滅し、残部が両岸の自治体に編入された。ただし、小松川町に合併された西岸は旧平井村を中心とした地域であり、松江村に編入された東岸の方が面積が大きい。そのため、後身の小松川町とは区域が大きく異なる。

## 沿革
- 1889年（明治22年）5月1日 - 町村制の施行に伴い、逆井村の全域と、西小松川村、東小松川村の各一部（それぞれ残部は松江村、船堀村に編入）が合併して発足。
- 1914年（大正3年）4月1日 - 荒川放水路開削に伴い、放水路以西が平井村の放水路以南と合併して小松川町を新設。放水路以東が松江村に編入され、小松川村廃止。
- 1926年（大正15年）4月1日 - 松江村が町制施行して松江町となる。
- 1932年（昭和7年）10月1日 - 南葛飾郡全域が東京市に編入。小松川町、松江町の区域が江戸川区となる。

## 現在の地名
小松川、松島、西小松川町（いずれも大体の範囲）

## 経済
農業
『大日本篤農家名鑑』によれば、小松川村の篤農家は「川野濱吉」がいた。